# Marguerite Ghy-Lemm
Marguerite Ghy-Lemm egentligen Marguerite Lemaire, född 1888 i Fontenoy-le-Château, Frankrike, död 1962, var en fransk konstnär. Hon var från 1910 gift med Hans Ekegårdh och kusin till Maurice Denis.
Ghy-Lemm medverkade i utställningen Salon d'Automne 1920 och vid Salon des Tuileries och Salon des Indépendants. Separat ställde hon ut på bland annat Galerie Druet, Galerie Henry, Bernheim-Jeune, Codette Weill. Tillsammans med sin man ställde hon ut i Stockholm 1922. Hon medverkade som illustratör för några svenska tidskrifter.
Ghy-Lemm är representerad med 10 teckningar vid Nationalmuseum och vid Le Havre museum.